# Agusen
Agusen is een bestuurslaag in het regentschap Gayo Lues van de provincie Atjeh, Indonesië. Agusen telt 607 inwoners (volkstelling 2010).